# Dél-amerikai oroszlánfóka
A dél-amerikai oroszlánfóka (Otaria flavescens vagy Otaria byronia) az emlősök (Mammalia) osztályának ragadozók (Carnivora) rendjébe, ezen belül a fülesfókafélék (Otariidae) családjába tartozó Otaria nem egyetlen faja.

## Előfordulása
Chilében, Peruban, Uruguayban és Argentínában honos.

## Megjelenése
A hímek súlya 200-350 kilogramm, hossza pedig elérheti 2-2,5 métert. A nőstények kisebb méretűek, testsúlyuk átlagosan 140-150 kilogramm, hosszuk 2 méter.

## Életmódja
Ragadozó állat. Fő táplálékai halak, fejlábúak, rákok és kagylók.